# Neshkoro
Neshkoro ist eine Gemeinde (mit dem Status „Village“) im Marquette County im US-amerikanischen Bundesstaat Wisconsin. Im Jahr 2010 hatte Neshkoro 434 Einwohner.

## Geografie
Neshkoro liegt im südöstlichen Zentrum Wisconsins beiderseits des White River, der über den Fox River zum Einzugsbereich des Michigansees gehört. 
Die geografischen Koordinaten von Neshkoro sind 43°57′57″ nördlicher Breite und 89°13′03″ westlicher Länge. Das Gemeindegebiet erstreckt sich über eine Fläche von 5,44 km² und wird fast vollständig von der Town of Neshkoro umgeben, ohne dieser anzugehören.
Nachbarorte von Neshkoro sind Redgranite (16,2 km nordöstlich), Princeton (16,6 km südöstlich), Montello (26,1 km südsüdwestlich) und Wautoma (14,8 km nordnordwestlich).
Die nächstgelegenen größeren Städte sind Wausau (135 km nördlich), Appleton (94 km ostnordöstlich), Green Bay am Michigansee (140 km in der gleichen Richtung), Oshkosh (80 km östlich), Wisconsins größte Stadt Milwaukee (174 km südöstlich), Chicago in Illinois (324 km südsüdöstlich), Wisconsins Hauptstadt Madison (128 km südlich), Rockford in Illinois (234 km in der gleichen Richtung) und La Crosse am Mississippi (195 km westlich).

## Verkehr
Der Wisconsin State Highway 73 führt als Hauptstraße in Nord-Süd-Richtung durch das Gemeindegebiet von Neshkoro. Alle weiteren Straßen sind untergeordnete Landstraßen, teils unbefestigte Fahrwege sowie innerörtliche Verbindungsstraßen.
Die nächsten Flughäfen sind der Dane County Regional Airport in Madison (122 km südlich) und der Milwaukee Mitchell International Airport in Milwaukee (186 km südöstlich).

## Bevölkerung
Nach der Volkszählung im Jahr 2010 lebten in Neshkoro 434 Menschen in 205 Haushalten. Die Bevölkerungsdichte betrug 79,8 Einwohner pro Quadratkilometer. In den 205 Haushalten lebten statistisch je 2,12 Personen. 
Ethnisch betrachtet setzte sich die Bevölkerung zusammen aus 97,7 Prozent Weißen, 0,7 Prozent amerikanischen Ureinwohnern sowie 0,7 Prozent Asiaten; 0,9 Prozent stammten von zwei oder mehr Ethnien ab. Unabhängig von der ethnischen Zugehörigkeit waren 4,6 Prozent der Bevölkerung spanischer oder lateinamerikanischer Abstammung. 
18,4 Prozent der Bevölkerung waren unter 18 Jahre alt, 57,9 Prozent waren zwischen 18 und 64 und 23,7 Prozent waren 65 Jahre oder älter. 51,2 Prozent der Bevölkerung waren weiblich.
Das mittlere jährliche Einkommen eines Haushalts lag bei 35.114 USD. Das Pro-Kopf-Einkommen betrug 16.112 USD. 22,9 Prozent der Einwohner lebten unterhalb der Armutsgrenze.